# Ampelopsis humulifolia
Ampelopsis humulifolia är en vinväxtart som beskrevs av Bge.. Ampelopsis humulifolia ingår i släktet Ampelopsis och familjen vinväxter. Inga underarter finns listade i Catalogue of Life.